# Quito
Quito is de hoofdstad en een parochie (parroquia) van Ecuador in het kanton Quito en hoofdplaats van de Ecuadoraanse provincie Pichincha. De stad ligt twintig kilometer ten zuiden van de evenaar, op de oostelijke helling van de Pichincha, een actieve vulkaan in de Andes. De stad heeft een gemiddelde hoogte van 2850 meter boven zeeniveau. Quito is daarmee de hoogste hoofdstad in de wereld.
Volgens de laatste telling (2010) wordt de stad bevolkt door ruim 1,6 miljoen mensen. Daarmee is het de tweede stad van het land, na Guayaquil. De stad is met zijn 70 km lengte en slechts ongeveer 4 km breedte uitzonderlijk langgerekt.

## Geschiedenis
In de hooglanden van Quito woonde tot in de 13e eeuw het volk van de Quitus, dat later door de uit de kuststreken afkomstige Caras werd onderworpen. Beide volken vermengden zich tot de Shyri en dat volk bleef de streek bewonen tot de komst van de Inca's in de 15e eeuw.
Na de verovering door de Inca’s was Quito naast Cuzco en Cajamarca (beide in het huidige Peru) een belangrijke stad in het Incarijk. De stad werd het centrum van het rijk van keizer Atahualpa, die in een oorlog verwikkeld raakte met zijn broer Huáscar die vanuit Cuzco opereerde. Tijdens de verovering door de Spanjaarden in 1534 werd de stad tot de grond toe afgebrand, en opnieuw gesticht onder de naam Muy noble y muy leal ciudad de San Francisco de Quito (Zeer hoogstaande en zeer loyale stad van Sint Franciscus van Quito).
Quito groeide in 300 jaar tijd uit tot een stad van rond de 10.000 inwoners. Op 10 augustus 1809 ontstond in deze stad voor het eerst de roep om onafhankelijkheid van Spanje, nadat er al eerder opstanden hadden plaatsgevonden tegen het optreden van het Spaanse bestuur. In 1822 versloegen onafhankelijkheidsstrijders het Spaanse leger, en het land sloot zich vervolgens aan bij de Republiek Groot-Colombia van Simón Bolívar. In 1830 viel die republiek uit elkaar en werd Ecuador een onafhankelijke republiek. Quito werd daarvan de hoofdstad.
In de 20e eeuw kende Quito een spectaculaire groei, enerzijds door de industrialisatie en anderzijds de migratie van het platteland naar de stad. In de 21e eeuw werd de stad steeds meer een centrum van drugshandel. Dat leidde tot toenemende onveiligheid en geweld waarbij steeds meer doden vielen. Bij de presidentsverkiezingen in 2023 werden enkele presidentskandidaten vermoord.

## Geografie
Quito is gelegen in het noordelijke hoogland van Ecuador, ingeklemd tussen bergen van de Cordillera Occidental van de Andes.
De ligging van Quito is tamelijk uniek: vlak tegen de evenaar aan, op zeer grote hoogte en omgeven door 14 deels actieve vulkanen. Deze ligging trekt de aandacht van toeristen, maar het brengt ook gevaren met zich mee voor de miljoenenstad. Quito wordt met enige regelmaat getroffen door aardbevingen en asregens. Als gevolg daarvan is het oude centrum minstens vier keer herbouwd. De actieve vulkaan Pichincha, grenst direct aan de westkant van de stad en bedekte de stad in 1999 met een laag as.
In november 2002 barstte de vulkaan El Reventador, die 20 jaar rustig was gebleven, uit. De noodtoestand moest worden uitgeroepen in de stad, die volledig door as bedekt werd. Zelfs de meer dan 1000 kilometer verderop gelegen Galapagoseilanden kregen met de vallende as te maken.

### Klimaat
Quito werd weleens aangeduid als de "stad van de eeuwige lente" vanwege zijn jaarrond zacht klimaat. Volgens de klimaatclassificatie van Köppen heeft de stad een subtropisch hooglandklimaat (Cfb) of een gematigd mediterraan klimaat (Csb). Het onderscheid tussen beide klimaten is de al dan niet aanwezigheid van een droge zomer. Vanwege de ligging op de evenaar kent Quito twee periodes wanneer de zon het hoogst aan de hemel staat: zowel in maart als in september. Het is ook in deze twee "zomer"-periodes dat de ITCZ met zijn zware regens over de stad trekt van noord naar zuid (in september) en omgekeerd (in maart). Na de equinox van september, volgt er geen droog seizoen: ook van november tot januari blijft er neerslag vallen (wanneer de zon terug iets lager aan de hemel staat). Er is slechts één drogere periode, tussen de equinox in maart en de equinox in september: van begin juni tot begin september. Dit droge seizoen wordt ter plaatse aangeduid als "zomer". Het natte seizoen start eind september en duurt tot en met mei en wordt lokaal benoemd als de "winter".
De temperaturen zijn er het hele jaar gematigd, wat relatief uitzonderlijk is en Quito de naam "Stad van de Eeuwige Lente" oplevert. De laagste gemiddelde maandtemperatuur bedraagt 15,5 °C, de warmste 15,9 °C. De maand met de hoogste gemiddelde middagtemperatuur is september met 22,3 °C. De maand met de laagste gemiddelde middagtemperatuur is maart (ondanks de hoge zonnestand) met 20,8 °C. In maart en april valt er de meeste neerslag.

## Historisch centrum
Quito heeft een historisch centrum dat na dat van Havana in Cuba het grootste is van Latijns-Amerika. In 1978 werd het centrum op de Werelderfgoedlijst van UNESCO geplaatst. Hiermee werd Quito, samen met het Poolse Krakau, de eerste stad ter wereld waarvan het centrum op deze lijst werd geplaatst.
Aan het einde van de 20e eeuw werd het centrum echter geplaagd door verval en ernstige criminaliteit en dreigde de UNESCO de plaatsing ongedaan te maken. In het begin van het nieuwe millennium werd er daarom flink werk gemaakt van het historische centrum. Veel gebouwen kregen een opknapbeurt, de straathandel werd verplaatst naar overdekte markten en er werd flink geïnvesteerd in veiligheid. Hierdoor heeft het centrum de plek op de werelderfgoedlijst kunnen behouden en is het een trekpleister voor toeristen.
Een van de kerken in Quito is de Basílica del Voto Nacional met de hoogste kerktorens (115 meter) in Ecuador.

## Transport
De belangrijkste wegen in Quito lopen van het noorden naar het zuiden. Van oost naar west is de stad niet erg uitgestrekt, en de wegen in die richting dienen vooral om de noord-zuidroutes met elkaar te verbinden.
Quito beschikt over een efficiënte buslijn: het MetrobusQ-netwerk, ook wel het Red Integrada de Transporte Público (integraal netwerk van openbaar vervoer) genoemd. Dit is een systeem van hoogwaardig openbaar vervoer dat de stad van noord tot zuid bestrijkt. Over drie lijnen rijden bussen en trolleys met grote frequentie en soms met hoge snelheid over een vrijliggende busbaan. Dit systeem wordt gecompleteerd door korte buslijnen die op verschillende plaatsen van oost naar west rijden.
In Quito rijden rond de 8800 gele taxi's. Het particuliere autobezit is de afgelopen jaren zodanig toegenomen dat verkeersopstoppingen een probleem zijn. Daarom wordt overwogen om een van de buslijnen te vervangen door een lightrail-systeem. In 2009 is begonnen met de aanleg daarvan. Het oude stadscentrum van Quito is op zondagochtend autovrij.
De luchthaven van Quito, Aeropuerto Internacional Mariscal Sucre is gelegen op het Tababela-plateau, zo'n achttien kilometer ten oosten van de stad. Tot 2013 lag de luchthaven in het noorden van de stad, te midden van bebouwing. Door deze ligging kon de luchthaven niet meer groeien om grotere vliegtuigen of meer vliegverkeer te verwerken. Ook bracht de locatie risico's met zich mee voor de omwonenden. Om deze problemen op te lossen werd besloten tot de bouw van een nieuwe luchthaven. De oude luchthaven, het Antiguo Aeropuerto Internacional Mariscal Sucre, maakte plaats voor een park.

### Guápulo, Quito

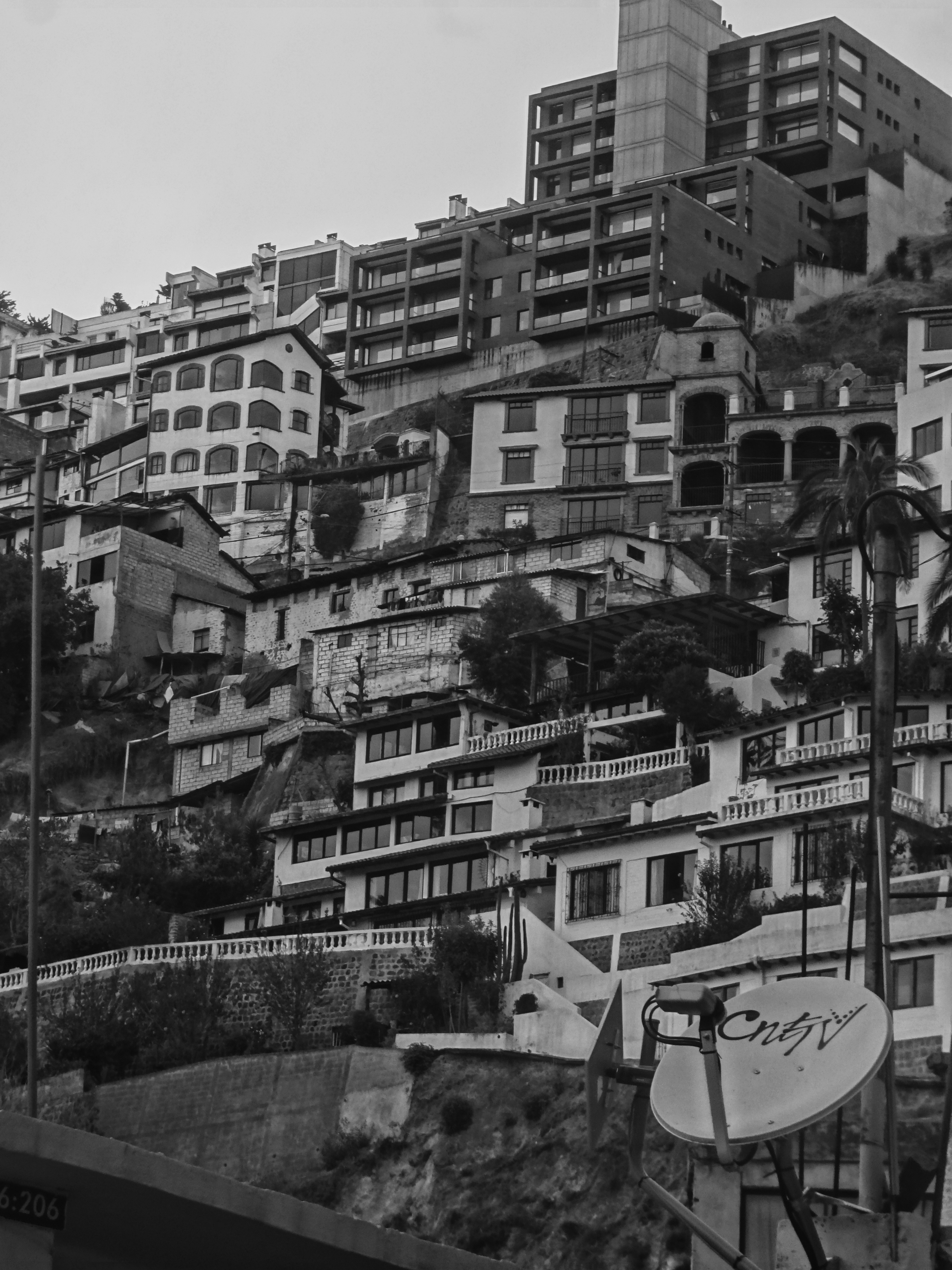
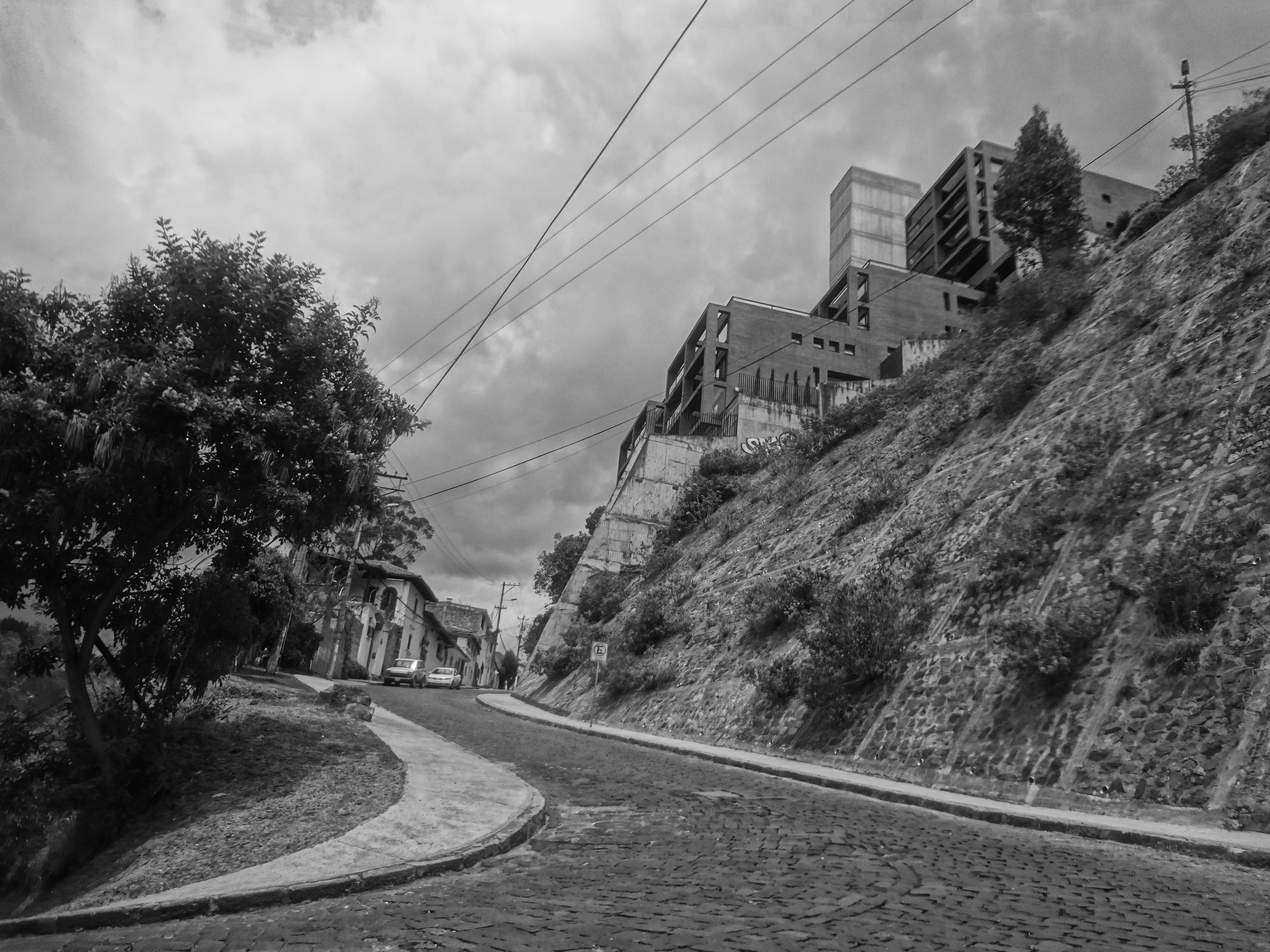
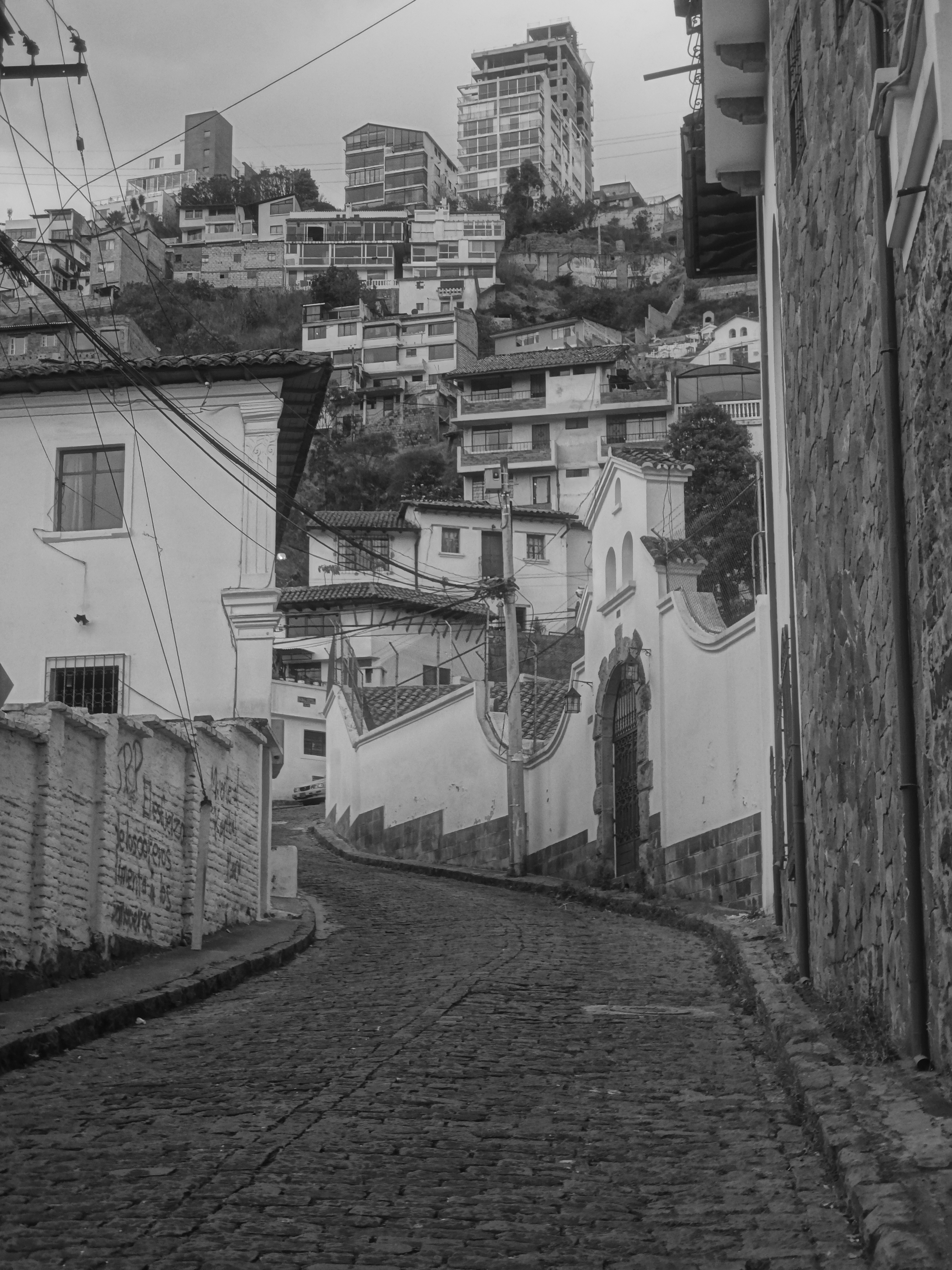
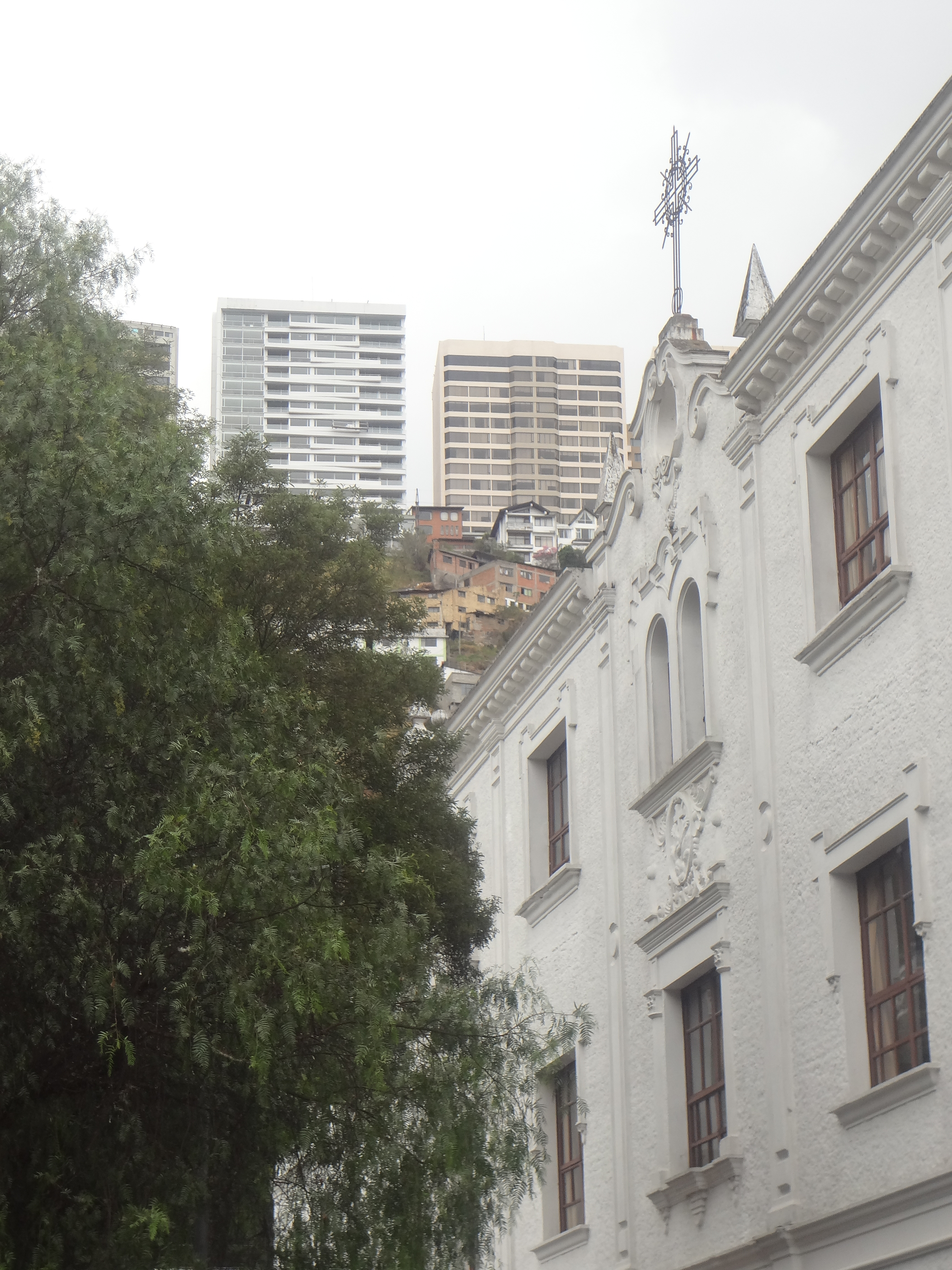
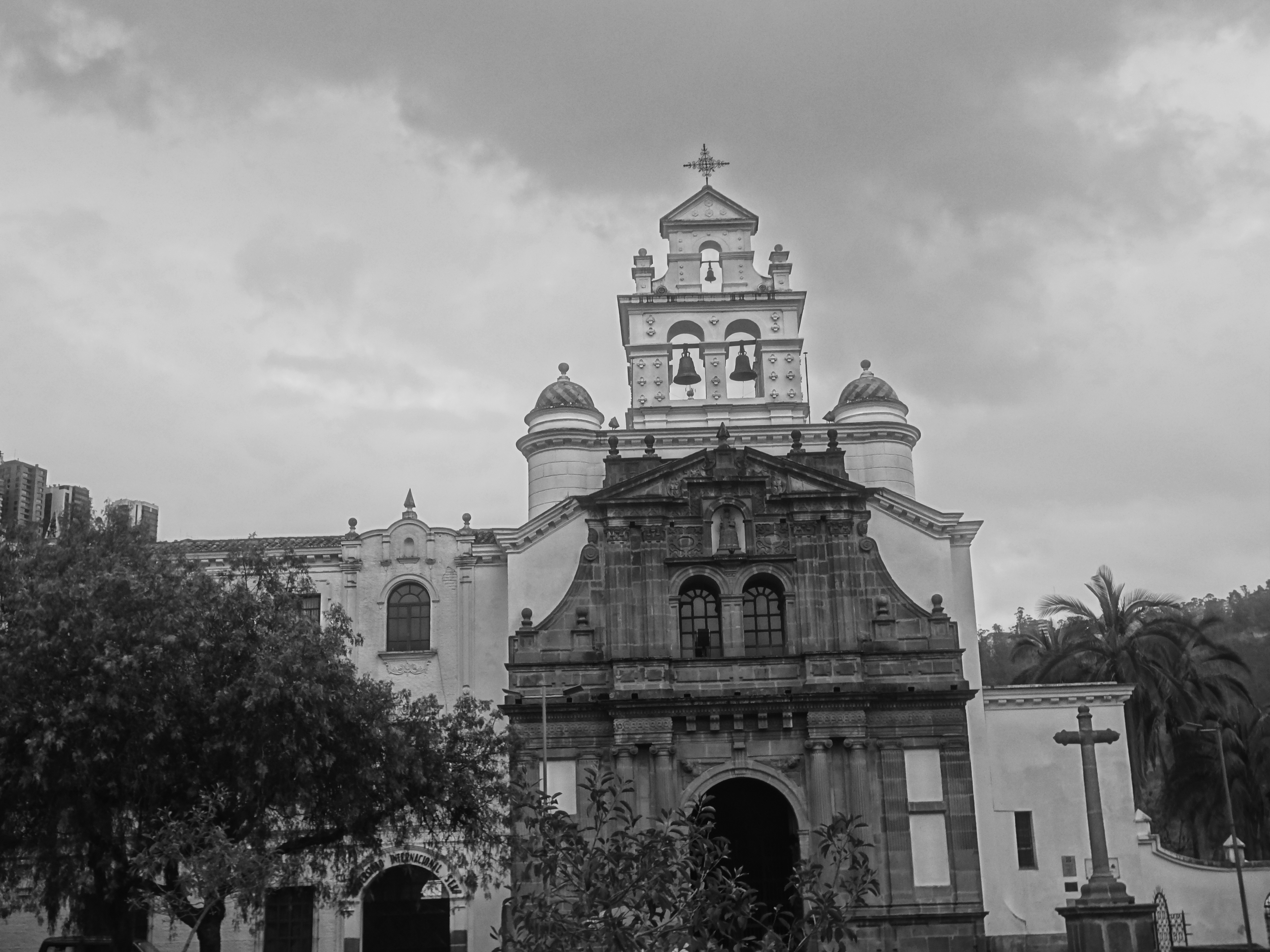
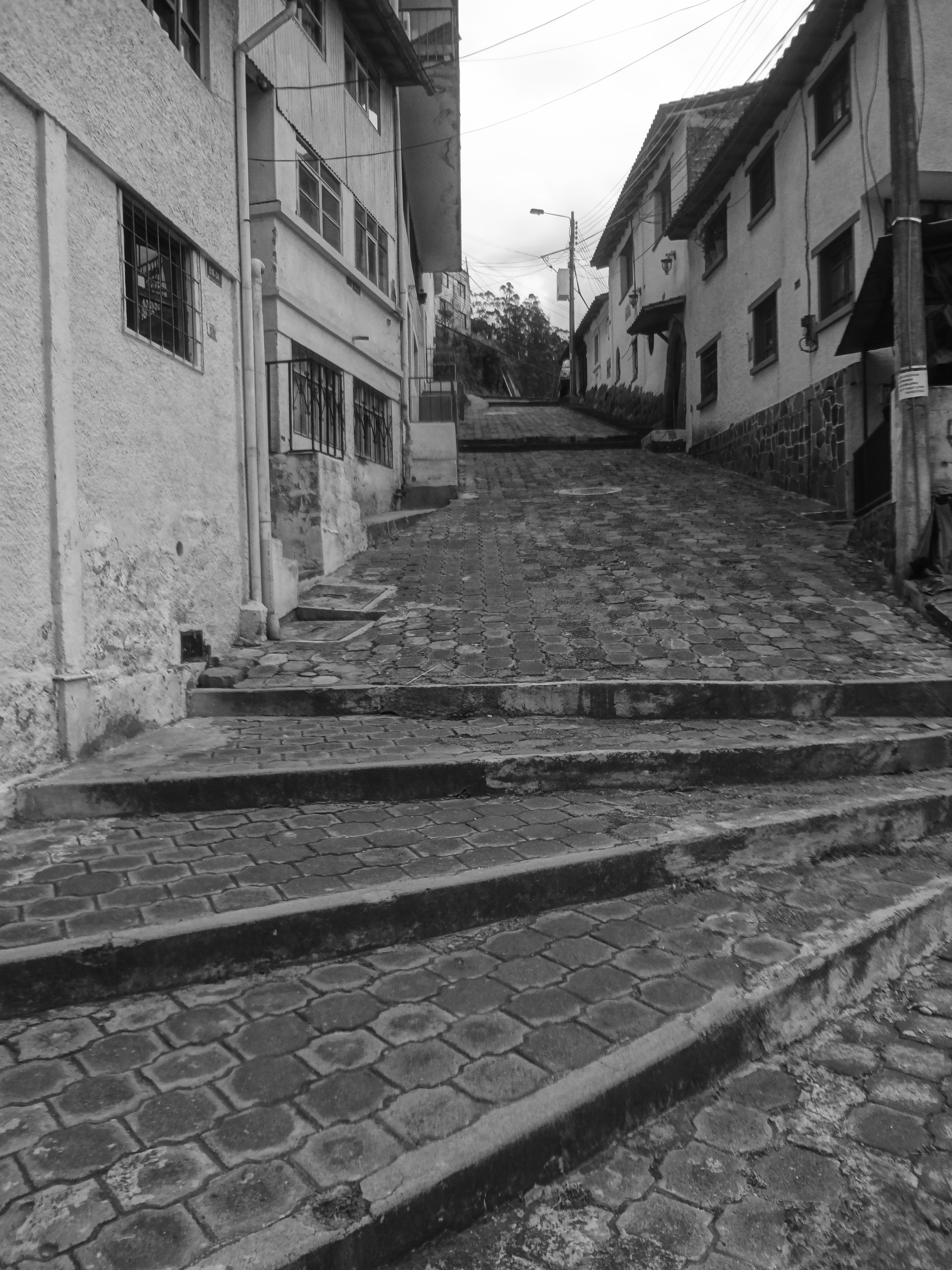
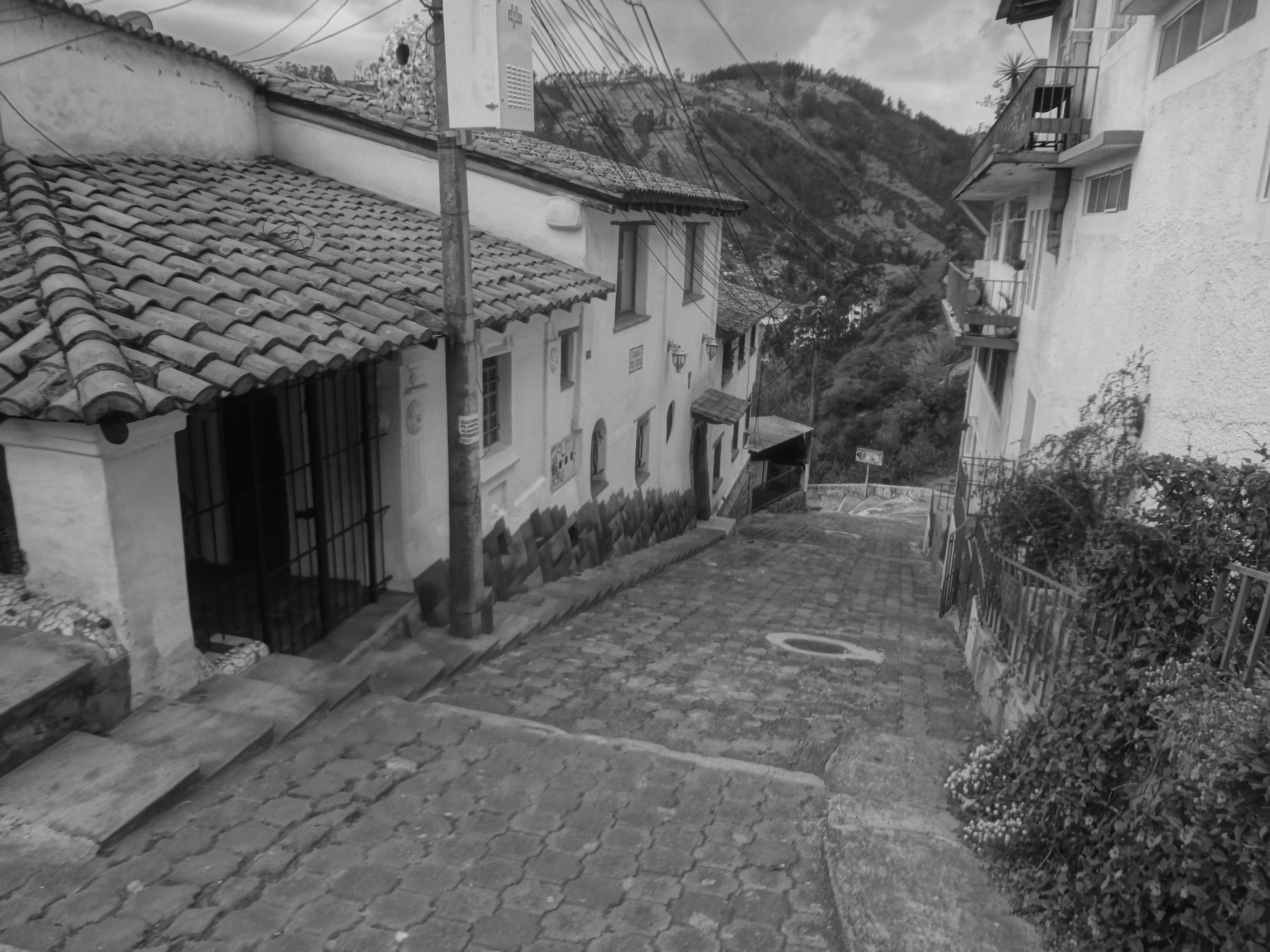

## Administratieve indeling
Quito is ingedeeld in acht administratieve zones. Deze zones omvatten niet alleen de stad Quito, maar de hele metropolitane regio.
De acht zones:
- Zona Equinoccial (La Delicia)
- Zona Calderón
- Zona Norte (Eugenio Espejo)
- Zona Centro (Manuela Sáenz)
- Zona Sur (Eloy Alfaro)
- Zona de Tumbaco
- Zona Valle de Los Chillos
- Zona Quitumbe

## Partnersteden
- Bogota (Colombia)
- Buenos Aires (Argentinië)
- Buxton (Groot-Brittannië)
- Coral Gables (Verenigde Staten)
- Krakau (Polen)
- Louisville (Verenigde Staten)
- Managua (Nicaragua)
- Toronto (Canada)

## Bekende inwoners van Quito

### Geboren
- Mariana de Paredes y Flores (1618-1645), heilige
- Pedro José de Arteta y Calisto (1797-1873), president van Ecuador (1867-1868)
- Manuel de Ascásubi y Matheu (1804-1876), president van Ecuador (1849-1850, 1869)
- José María de Urbina (1808-1891), president van Ecuador (1851-1856)
- José Javier Espinosa (1815-1870), president van Ecuador (1868-1869)
- Rafael Pólit Cevallos (1823-1897), politicus
- Mario Ignacio de Veintemilla (1828-1908), president van Ecuador (1876-1883), generaal en politicus
- Pedro José Cevallos Salvador (1830-1892), president van Ecuador (1888)
- Antonio Flores Jijón (1833-1915), president van Ecuador (1892-1895)
- José María Velasco Ibarra (1893-1979), president van Ecuador (vijf periodes)
- Oswaldo Guayasamín (1919-1999), kunstschilder
- Paco Moncayo (1940), generaal
- Jorge Orellana (1947), voetbalscheidsrechter
- Lucio Gutiérrez (1957), president van Ecuador (2003-2005)
- Orlando Narváez (1958), voetballer en voetbalcoach
- Augusto Barrera (1961), arts en burgemeester van Quito
- Julio César Rosero (1964), voetballer
- Juan Carlos Burbano (1969), voetballer
- Franklin Anangonó (1974-2022), voetballer
- Omar de Jesús (1976), voetballer
- Carlos Castro (1978), voetballer
- Christian Lara (1980), voetballer
- Pablo Palacios (1982), voetballer
- Cristian Benítez (1986-2013), voetballer
- Fernando Guerrero (1989), voetballer
- Juan Manuel Correa (1999), Ecuadoriaans-Amerikaans autocoureur

## Galerij

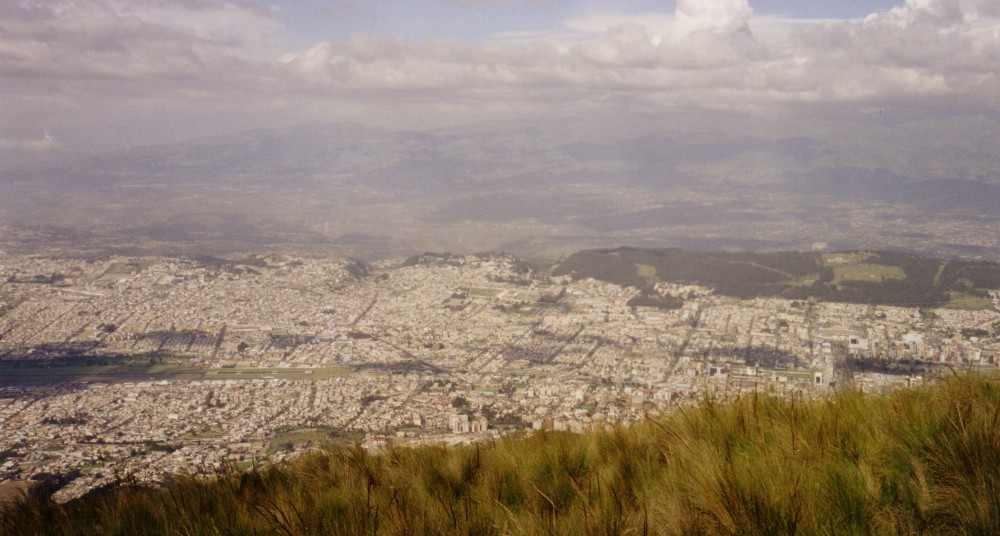
Quito gezien vanaf de Pichincha
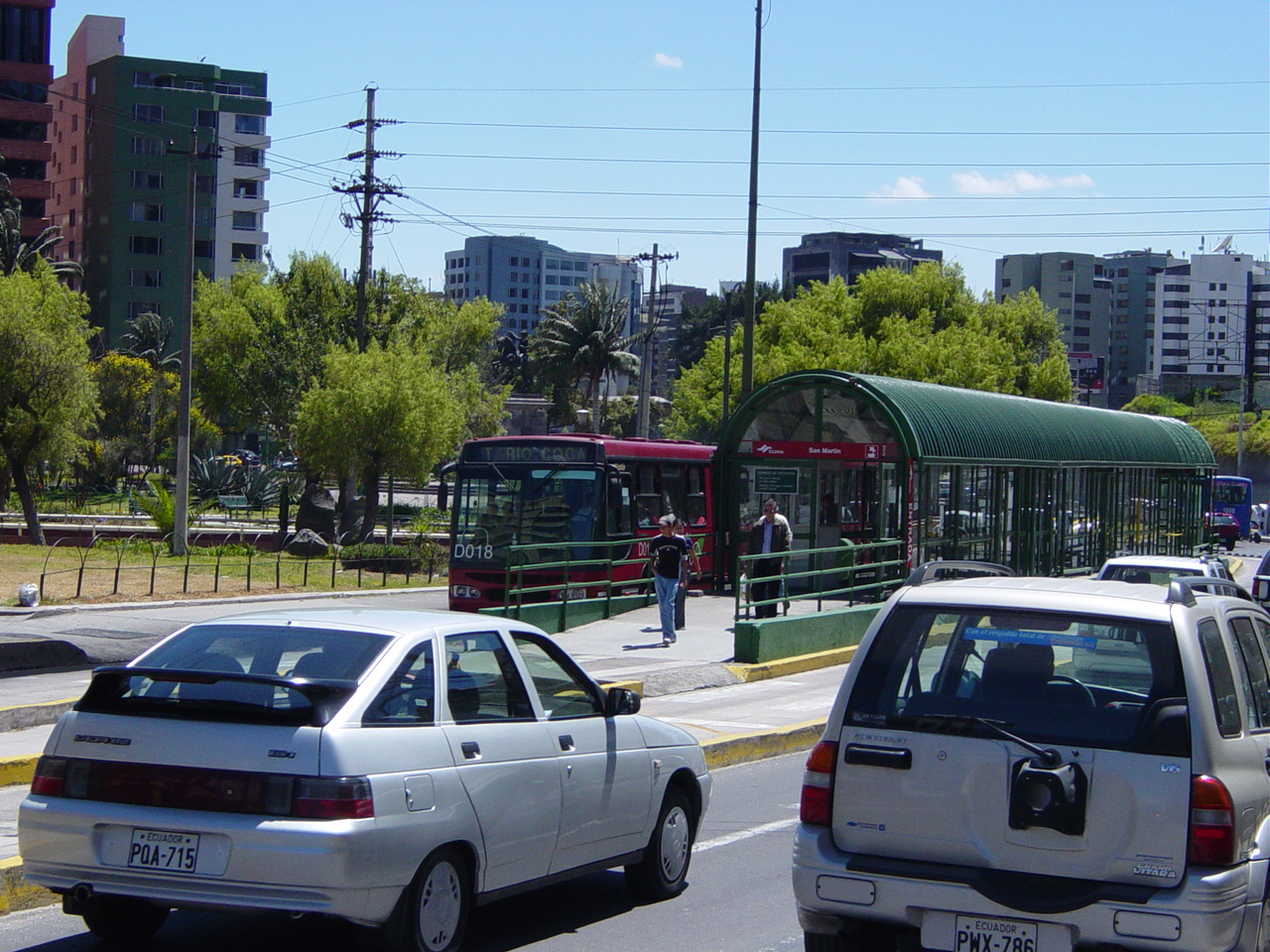
Bushalte in Quito
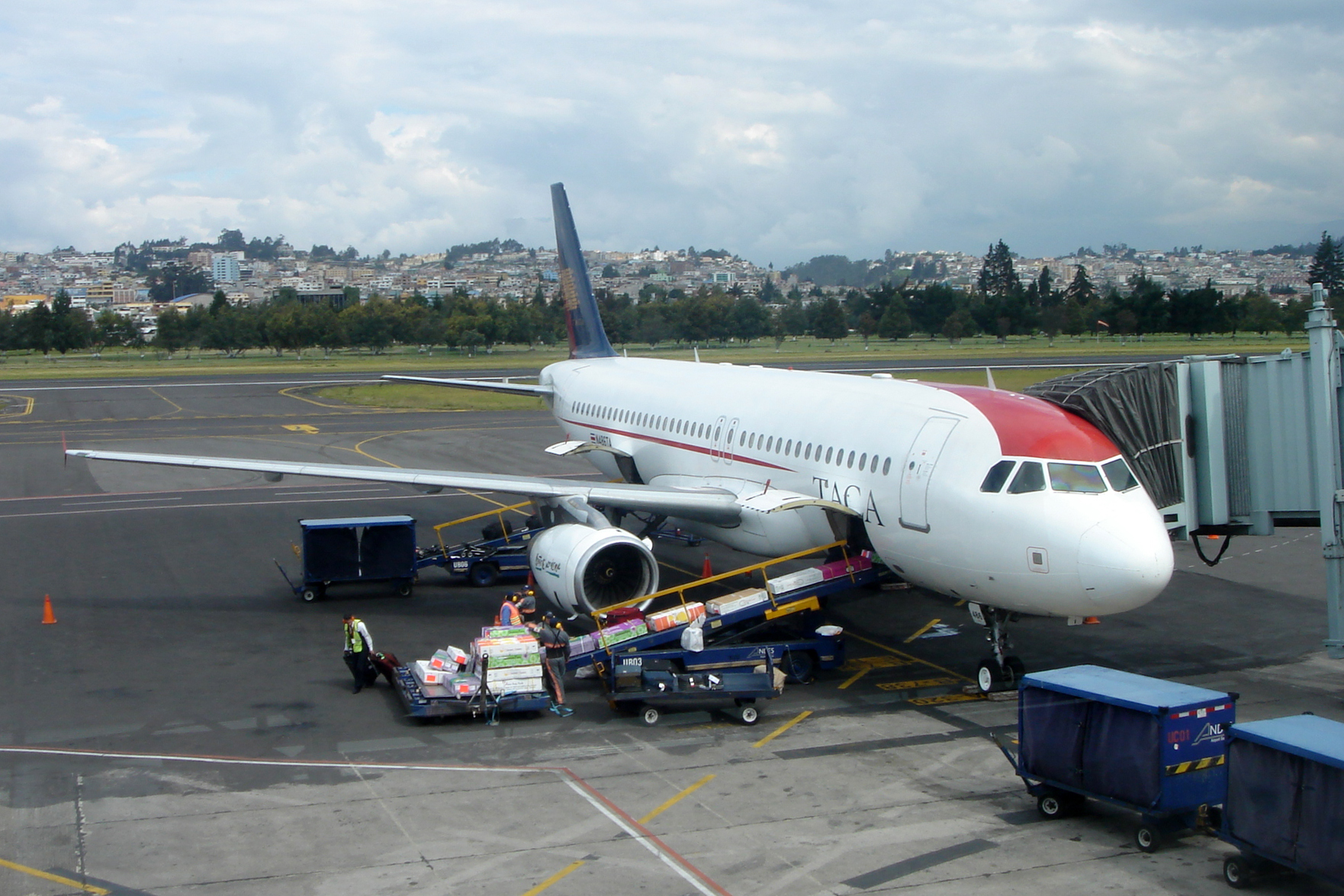
Internationale luchthaven Mariscal Sucre
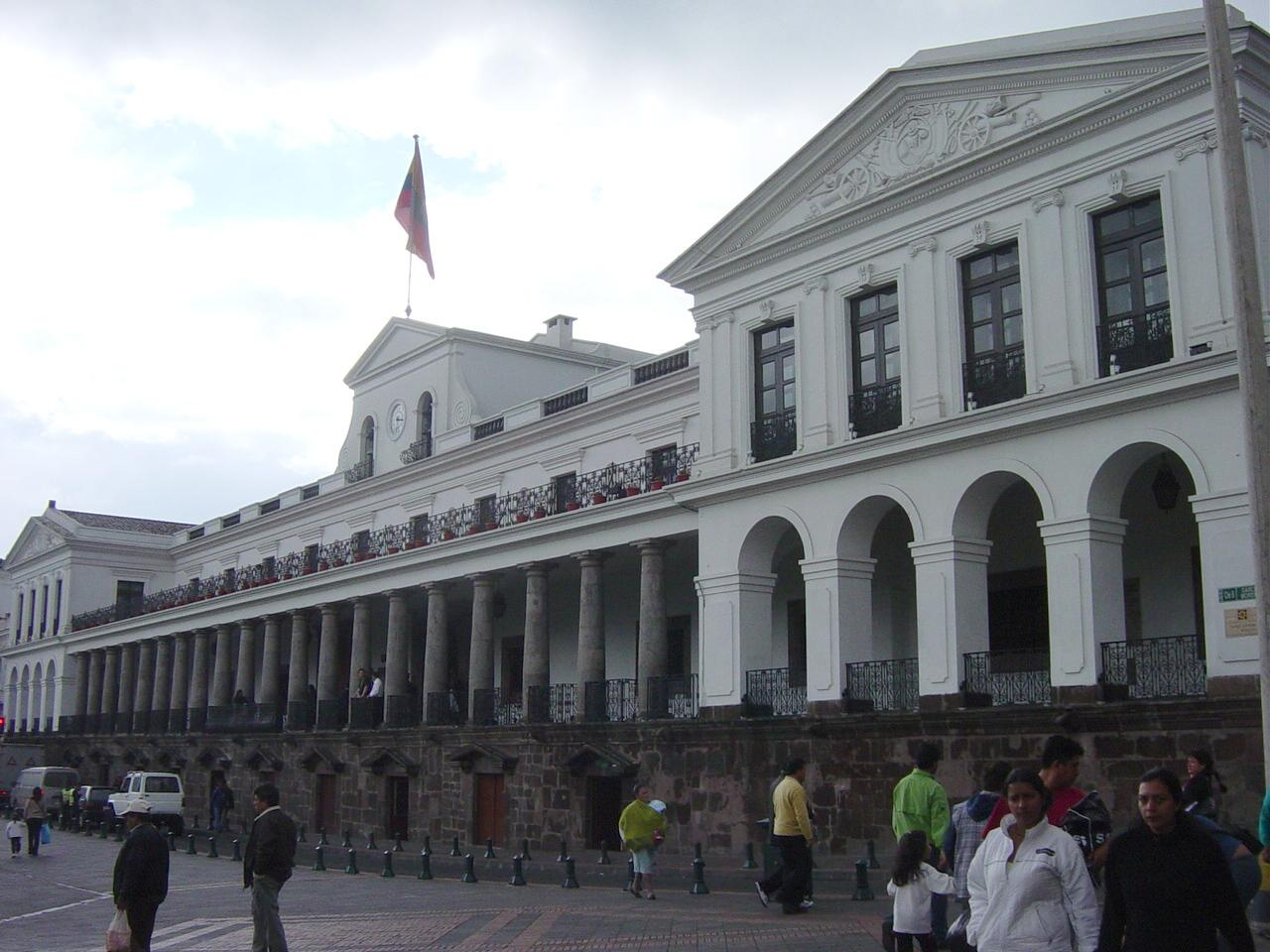
Presidentieel paleis